# Itaipava (cerveja)
Itaipava é uma cerveja brasileira fabricada pela Cervejaria Petrópolis e lançada pela distribuidora Marzola e Koyama.

## História

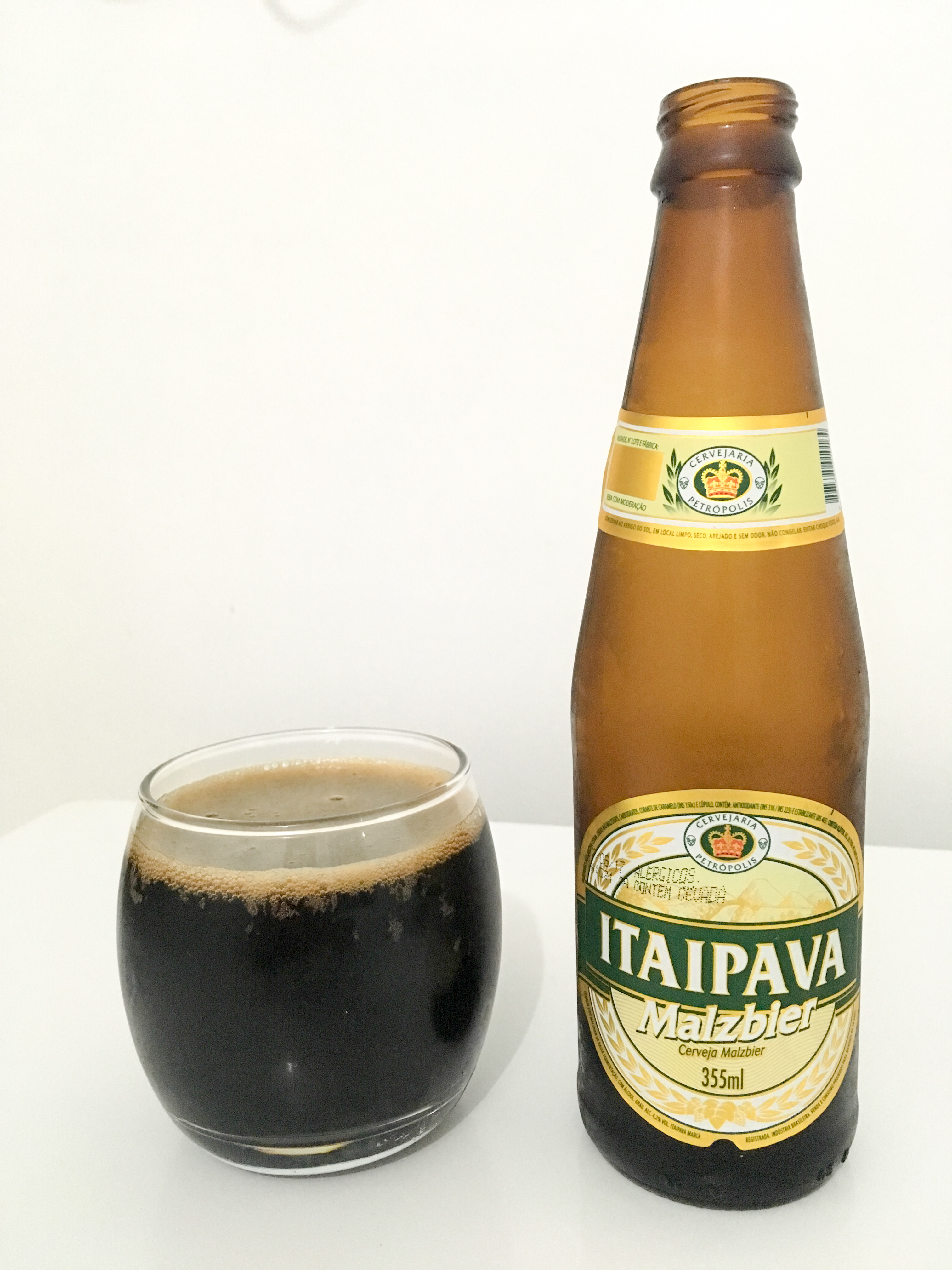
Itaipava Malzbier

Decorria o ano de 1993 quando um grupo de empresários se associou e decidiu comprar algumas máquinas, equipamentos e um terreno perto da rodovia Br 040 - Km 51. Aproveitando o clima ameno da região serrana, a existência de água de qualidade excepcional e fazendo uso dos excelentes conhecimentos  de um mestre cervejeiro e de matéria-prima importada de alta qualidade, é lançada em 1994 a cerveja Itaipava, cuja primeira aparição decorreu no Shopping Vilarejo, tendo tal festa contado com a presença de muitas pessoas da sociedade petropolitana. A Itaipava começou a ser comercializada ainda nesse ano e em 1998 viria a aparecer com um novo rótulo, mais moderno e identificativo. Curiosamente, ainda em 98 a cervejaria é vendida a um novo grupo de investidores, que aposta na aquisição de novas máquinas e na expansão da fábrica.
A marca tem investido forte em patrocínio a eventos automobilísticos realizados dentro do Brasil. A Itaipava está presente na Stock Car, na Fórmula 3, no Campeonato Brasileiro de GT-3, no GT Brasil, no Troféu Maserati, na Fórmula Truck e na Copa Renault Clio. Em 26 de agosto de 2009, assinou contrato para patrocinar a equipe Brawn GP durante o Grande Prêmio do Brasil de Fórmula 1 daquele ano. Em maio de 2013, a Petrópolis comprou os direitos de nome do estádio construído em Pernambuco para a Copa do Mundo FIFA de 2014, que até 2016 foi conhecido por Itaipava Arena Pernambuco . Entre 2013 e 2023 também patrocinou a Arena Fonte Nova em Salvador.

## Controvérsia
Em junho de 2015, o CONAR (Conselho Nacional de Autorregulamentação Publicitária) recomendou que a Itaipava retirasse de circulação um cartaz publicitário com a modelo Aline Riscado por ser "sensual demais". O Grupo Petrópolis, que controla a marca, respondeu em nota que "acata e respeita a decisão do Conar".